# Álvaro Longoria
Álvaro Longoria (Santander, Cantàbria, 1968) és un director i productor de cinema, i actor espanyol. Fundador de Morena Films, és principalment conegut per produir pel·lícules de la talla de Campeones (2018), dirigida per Javier Fesser, Che, el argentino (2008) de Steven Soderbergh i amb Benicio del Toro com a actor principal, Habitación en Roma (2010) i La zona (2007).

## Biografia
Es va graduar "cum laude" el 1990 per la Universitat de Boston i el 1995 va obtenir un màster a l'Stern School of Business de la Universitat de Nova York. El 1999 va ser un dels fundadors de la productora Morena Films, dedicada a la producció de llargmetratges, documentals i ficció per a televisió.
Igualment la seva fama li ve per produir alguns documentals com Comandante d'Oliver Stone i Hijos de las nubes, la última colonia (documental que il·lustra el conflicte sahrauí), dirigit pel mateix Álvaro, guanyador del Goya a la millor pel·lícula documental en 2013, i protagonitzat per Javier Bardem.
El 30 d'octubre de 2015, va estrenar en cinemes el seu segon documental com a director The Propaganda Game, on es revela la realitat social de Corea del Nord i les fortes restriccions del govern de Kim Jong Un. La cinta es va presentar en la secció Zabaltegi del Festival Internacional de Cinema de Sant Sebastià, entre d'altres, i fou nominada als Premis Goya 2016. Va ser un dels productors de la pel·lícula "Campeones", premiada amb 3 Goyas, entre ells el de millor pel·lícula, en 2019.
El documental Dos Cataluñas, dirigit per Álvaro Longoria al costat de Gerardo Olivares i produït per Netflix, fou guardonat amb el premi Cinema for Peace (2019). L'equip de la pel·lícula va decidir retornar el premi quan es va assabentar que aquest anava a ser lliurat per Carles Puigdemont, el president de la Generalitat exiliat a Brussel·les.
El 10 d'abril de 2020, es va estrenar en diverses plataformes online a causa de l'alerta sanitària del Covid-19 el seu documental Santuari, història d'una campanya per a aconseguir crear el major Santuari marí de la terra en l'Oceà Antàrtic, protagonitzat per Javier Bardem i Carlos Bardem. La pel·lícula va rebre recentment el premi “Honorary Green Oscar” atorgat per la Fundació Cinema per la Pau.

## Filmografia

### Com a director
- Santuario (documental, 2020)
- Ni distintos ni diferentes: Campeones (documental, 2018)
- Dos Cataluñas (documental, 2018), amb Gerardo Olivares.
- The Propaganda Game (documental, 2015).
- Hijos de las nubes, la última colonia (documental, 2012)

### Com a productor

#### Pel·lícules
- Campeones (2018), de Javier Fesser.
- Todos lo saben (2018), d'Asghar Farhadi.
- Alacrán enamorado (2013), dirigida per Santiago Zannou.
- 7 días en La Habana (2012), dirigida per Benicio del Toro, Pablo Trapero, Elia Suleiman, Julio Medem, Gaspar Noe, Juan Carlos Tabío i Laurent Cantet).
- Astérix & Obélix, al Servicio de su Majestad (2012), dirigida per Alain Chabat.
- El monje (2011), de Dominik Moll.
- Habitación en Roma (2010), de Julio Medem.
- Che: El Argentino (2008) de Steven Soderbergh.
- Che: Guerrilla (2008), de Steven Soderbergh.
- La zona (2007), de Rodrigo Plá.
- El carnaval de Sodoma (2006), d'Arturo Ripstein.

#### Documentals
- The Propaganda Game (2015), dirigit per Álvaro Longoria.
- Hijos de las nubes, la última colonia (2012), dirigido per Álvaro Longoria.
- Últimos testigos: Fraga Iribarne – Carrillo, comunista (2009), dirigit per José Luis López-Linares i Manuel Martín Cuenca.
- Iberia (2005), de Carlos Saura.
- Looking for Fidel (2004), d'Oliver Stone.
- Comandante (2003), d'Oliver Stone.
- Caballé, más allá de la música (2003), d'Antonio A. Farré.
- Persona non Grata (2002), d'Oliver Stone.
- Cuatro Puntos cardinales (2002), de Manuel Martín Cuenca, José Manuel Campos, Pilar García Elegido i Natalia Díaz.
- Portman, a la sombra de Roberto (2001), dirigit per Miguel Martí.

## Premis
- Goya a la millor pel·lícula documental i premi al millor documental en les Medalles del Cercle d'Escriptors Cinematogràfics de 2012 per Hijos de las nubes, la última colonia